# Lathyrus niger
Lathyrus niger es una planta de la familia de las fabáceas.

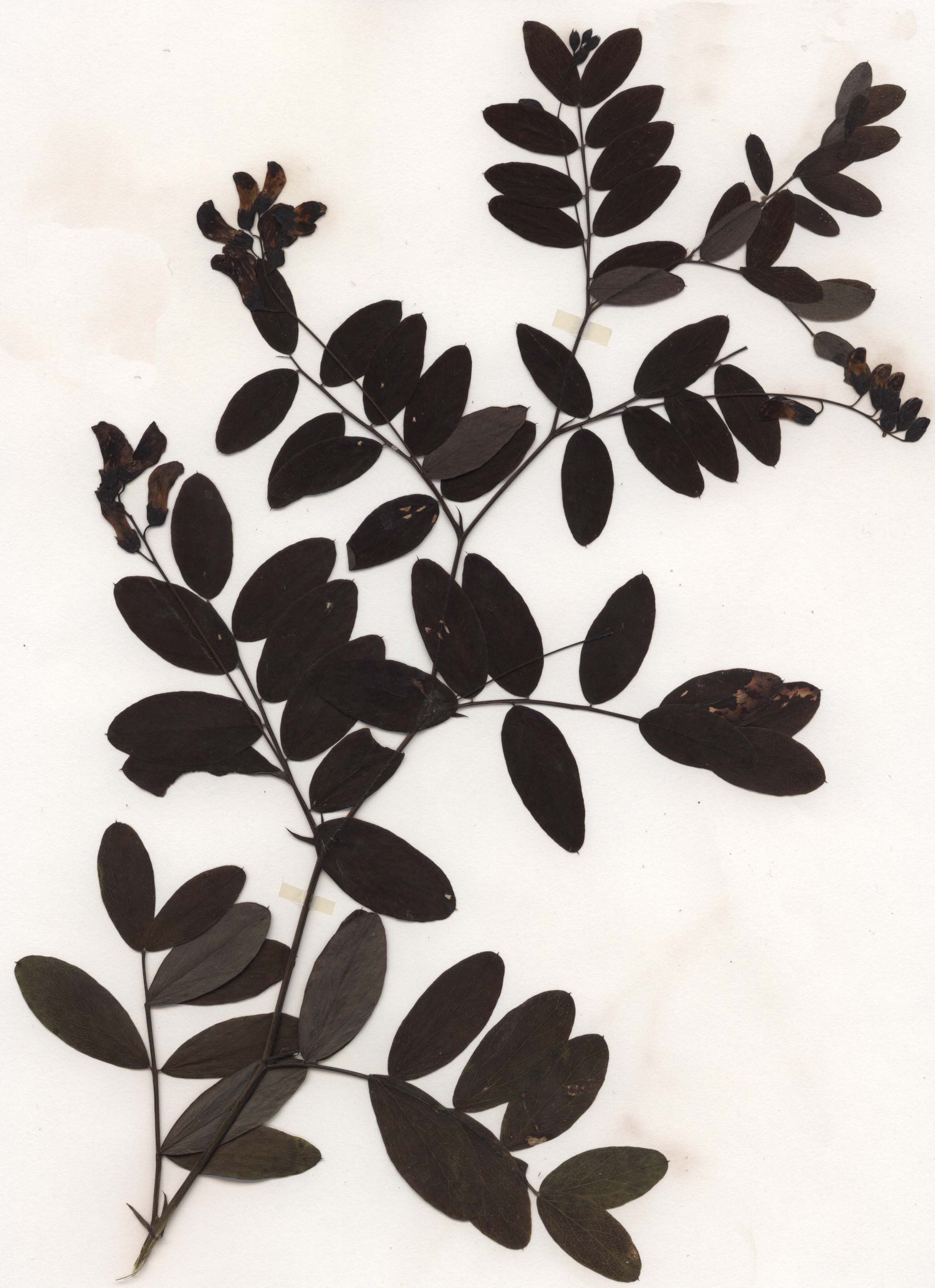
Ilustración

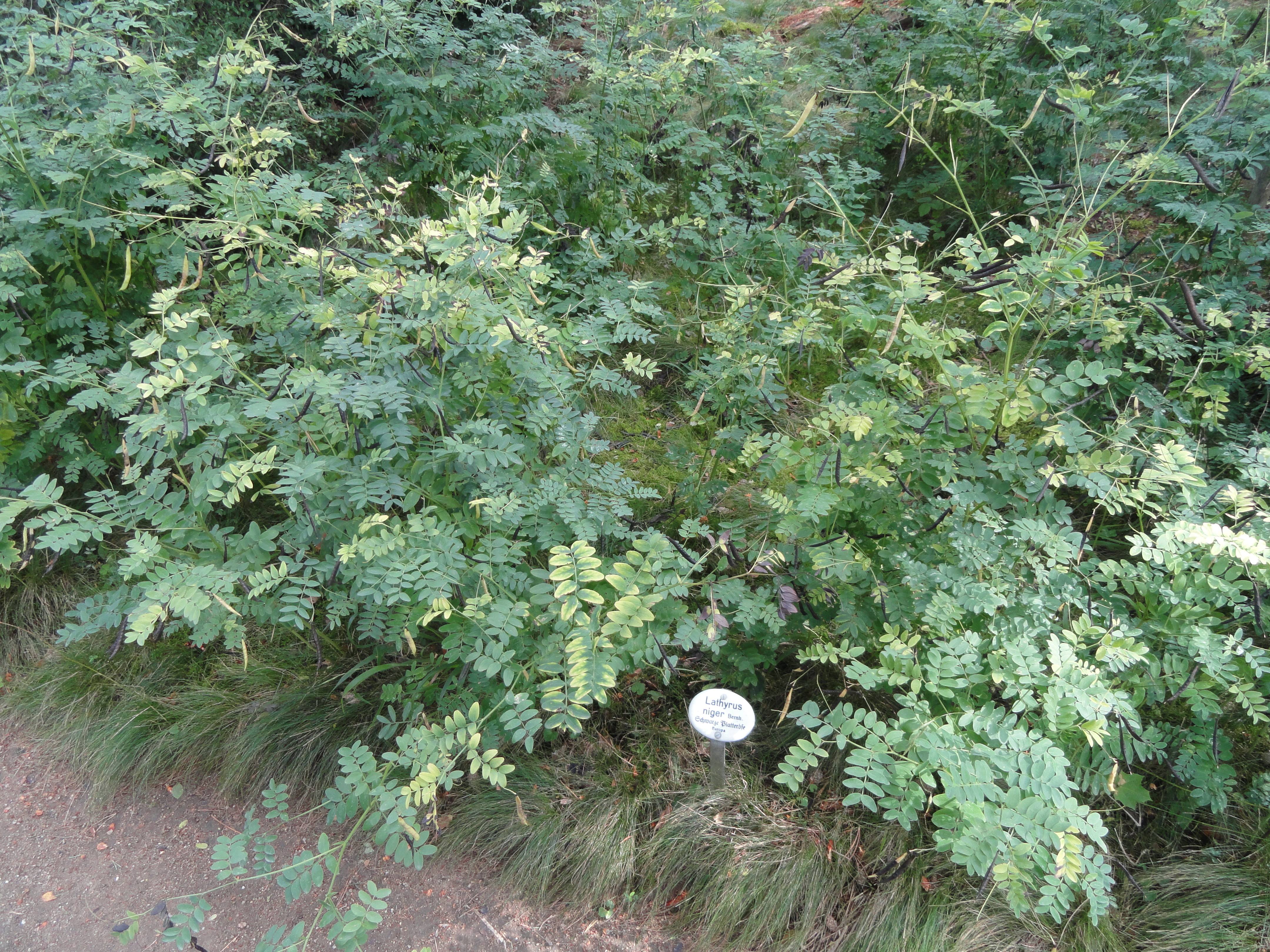
Vista de la planta

## Descripción
Lathyrus niger es una especie  que difiere de Lathyrus vernus en sus folíolos romos o ligeramente agudos y estípulas más cortas de 4-10 mm, en tanto que en Lathyrus vernus miden entre 1-2,5 cm. Folíolos generalmente 3-6 pares. Flores moradas que se vuelven azules de 1-1,5 cm. Vaina de 3,5-6 cm, negra, glabra. Florece en primavera y verano. 

## Hábitat
Habita en bosques abiertos.

## Distribución
En gran parte de Europa. En el centro de España en melojares.

## Taxonomía
Lathyrus niger fue descrito por  (L.) Bernh. y publicado en Systematisches Verzeichnis 247. 1800.
Citología
Número de cromosomas de Lathyrus niger¡¡ (Fam. Leguminosae) y táxones infraespecíficos: 
2n=14
Etimología
Lathyrus: nombre genérico derivado del griego que se refiere a un antiguo nombre del "gisante".
niger: epíteto latíno que significa "de color negro"
Variedad aceptada
- Lathyrus niger subsp. jordanii (Ten.) Arcang.

Sinonimia
- Lathyrus niger subsp. niger
- Orobus niger L.[6]

## Nombres comunes
- Castellano: orobo (3), yerbo de Panonia.(el número entre paréntesis indica las especies que tienen el mismo nombre en España)[7]